# Szirtifecske
A szirtifecske (Ptyonoprogne rupestris) a madarak osztályának verébalakúak rendjébe, ezen belül a fecskefélék (Hirundinidae) családjába tartozó faj.

## Rendszerezése
A fajt Giovanni Antonio Scopoli osztrák természettudós írta le 1769-ben, a Hirundo nembe  Hirundo rupestris néven.

## Előfordulása
Eurázsia déli, Afrika északnyugati részén és a Közel-Keleten honos. Természetes élőhelyei a gyepek és cserjések, sziklás környezetben, lápok, mocsarak és tavak közelében, valamint legelők, szántóföldek és városi régiók. Vonuló faj.

## Megjelenése
Testhossza 15 centiméter, testtömege átlag 20-22 gramm. Nagyobb és sötétebb a tollazata, mint az ismertebb partifecskének.

## Szaporodása
|  |  |

## Természetvédelmi helyzete
Az elterjedési területe rendkívül nagy, egyedszáma pedig stabil. A Természetvédelmi Világszövetség Vörös listáján nem fenyegetett fajként szerepel.